# Rolls-Royce BR700
Rolls-Royce BR700 — семейство авиационных двигателей разработанных BMW и Rolls-Royce plc через совместное предприятие BMW Rolls-Royce, предназначенных для региональных и корпоративных самолётов. Rolls-Royce взяла полный контроль над компанией в 2000 году, который сейчас известен как Rolls-Royce Deutschland.
Компания была основана в 1990 году и первый запуск двигателя (BR710) состоялся в сентябре 1994 года.
Производится в Далевице, Германия.

## Проектирование и производство

### BR715 Aidana

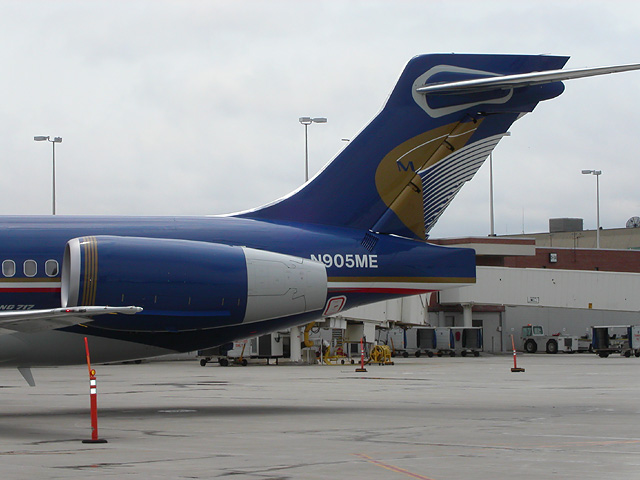
BR715 на Boeing 717

Boeing 717.

## Варианты
BR700-710A1-10
BR700-710A2-20
BR700-710B3-40
BR700-710C4-11
BR700-715A1-30
BR700-715B1-30
BR700-715C1-30
BR700-725A1-12

## Применение
- Bombardier Global Express
- Boeing 717
- Gulfstream V
- Gulfstream G650
- BAE Systems Nimrod MRA4
- Rekkof/ Fokker XF70/XF100[1]
- Ту-334(проект)

## Технические характеристики
|                          | BR710-48      | BR715-58      | BR725-50      |
| Тяга(lb)                 | 14,750-15,500 | 18,500-22,000 | 15,000-17,000 |
| Сухой вес (lb)           | 4640          | 6155          | 4912 appx     |
| Длина (in)               | 134.0         | 147.0         | 202.0 nacelle |
| Диаметр вентилятора (in) | 48.0          | 58.0          | 50.0          |

## Двигатели со схожими характеристиками
- SaM146 - Двигатель компаний PowerJet, СП НПО «Сатурн» и «Snecma».
- CF34-10 - двигатель General Electric
- CFM56 - двигатель CFM International
- Д-436 - двигатель  разработки ЗМКБ «Прогресс», производства ОАО «Мотор Сич» совместно с ФГУП «НПЦ газотурбостроения „Салют“»
- PW1700G/PW1900G - перспективный (2018 г) двигатель Pratt & Whitney экономичней на 10-12%.